# Eduardo Valera Valverde
Eduardo Valera Valverde (f. 1942) fue un militar, político y periodista español. 
Militar profesional y propietario de tierras, durante el periodo de la Segunda República ejerció como gobernador civil de algunas provincias, llegando a ganar dama de ser un hombre reaccionario y conflictivo. Implicado en la «Sanjurjada» de 1932, sería destituido de su cargo por su actuación ante el golpe de Estado. Tras estallido de la Guerra civil se puso al servicio de los militares sublevados, ejerciendo como gobernador civil en las provincias de Cádiz y Córdoba.

## Biografía
Militar profesional, llegaría a alcanzar el rango de teniente coronel de caballería.
Fue redactor y director de Gaceta del Sur, diario sevillano aparecido durante los años de la Primera Guerra Mundial que mantuvo una línea editorial de abiertas simpatías germanófilas. En esta etapa tuvo como subordinado al periodista Marcelino Durán de Velilla, otro redactor del periódico. Valera también destacaría por ser un acaudalado terrateniente cordobés.
Posteriormente se retiraría del ejército.

### Segunda República
Considerado un conservador de republicanismo templado, en junio de 1931 —tras la proclamación de la Segunda República— fue nombrado gobernador civil de Córdoba. En su nombramiento habría intervenido personalmente el ministro Miguel Maura, por consejo del general Guillermo Cabanellas. Contó con la asistencia de Gabriel Delgado Gallego como secretario particular. Su proceder como gobernador civil, sin embargo, fue muy criticado desde los sectores obreros e izquierdistas. Durante los siguientes meses reprimió los diversos conflictos agrarios que fueron surgiendo en el campo cordobés, para lo cual empleó la violencia. También procedió a la destitución de numerosas corporaciones municipales y a la represión de las organizaciones obreras. Ello le supuso un buen número de roces con los socialistas. Los diputados socialistas Joaquín García Hidalgo y Gabriel Morón Díaz fueron dos de las principales voces críticas con la actuación de Eduardo Valera.
Amigo personal de Miguel Maura, llegaría a afilarse al Partido Republicano Conservador (PRC) y en 1933 sería nombrado jefe provincial de la formación en Córdoba.
En junio de 1932 fue cesado y simultáneamente nombrado gobernador civil de Sevilla, en sustitución de Vicente Sol. Al parecer, Eduardo Valera habría tenido conocimiento del golpe de Estado que estaba en ciernes y no habría tomado ninguna medida. El 10 de agosto el general José Sanjurjo dirigió un levantamiento militar desde Sevilla, la llamada Sanjurjada. La actuación de Valera ha sido calificada por Leandro Álvarez Rey como «equívoca», y de hecho el propio Sanjurjo ordenó la destitución de Valera. Todo ello provocó que a los pocos días del golpe de Estado fuera detenido por las autoridades y cesado de su cargo el 16 de agosto.

### Guerra civil
Tras el estallido de la Guerra civil se puso al servicio de las fuerzas sublevadas. El 6 de agosto de 1936 fue nombrado gobernador civil de la provincia de Cádiz por el general Gonzalo Queipo de Llano. Después de asumir el cargo intensificó la cadencia de los fusilamientos; en ese sentido, habría llegado a comentar la necesidad de «obrar con más energía». En febrero de 1937 firmó una orden por la cual se suspendían los carnavales, medida que acabaría perdurando durante años.
En marzo de 1937 fue nombrado gobernador civil de Córdoba, en sustitución del polémico y sanguinario Bruno Ibáñez. Su segunda etapa en Córdoba se vio marca por la política represiva hacia todos aquellos que no eran considerados «adeptos al régimen», al tiempo que el frente de guerra se mantenía alejado de la capital; a excepción de algunos territorios que seguían estando controlados por los republicanos, el resto de la provincia estaba en manos franquistas. Mantendría el cargo que mantuvo hasta después del final de la contienda, en agosto de 1939. No volvió a desempeñar ningún cargo público de relevancia.